# Bistum Nebbi
Das Bistum Nebbi (lat.: Dioecesis Nebbensis) ist eine in Uganda gelegene römisch-katholische Diözese mit Sitz in Nebbi. Seine Ausdehnung entspricht in etwa den Distrikten Nebbi und Zombo.

## Geschichte
Papst Johannes Paul II. gründete es mit der Apostolischen Konstitution Cum ad aeternam am 23. Februar 1996 aus Gebietsabtretungen des Bistums Arua und es wurde dem Erzbistum Gulu als Suffragandiözese unterstellt.

## Bischöfe von Nebbi
- John Baptist Odama, 23. Februar 1996 – 2. Januar 1999, dann Erzbischof von Gulu
- Martin Luluga, 2. Januar 1999 – 8. Februar 2011
- Sanctus Lino Wanok, 8. Februar 2011 – 23. November 2018, dann Bischof von Lira
- Raphael p’Mony Wokorach MCCJ, 31. März 2021 – 22. März 2024, dann Erzbischof von Gulu
- Constantine Rupiny, seit 26. November 2024